# Matthew Niskanen
Pour les articles homonymes, voir Niskanen.
Matthew Norman Niskanen, dit Matt Niskanen, (né le 6 décembre 1986 à Virginia, dans l'État du Minnesota aux États-Unis) est un joueur professionnel américain de hockey sur glace. Il évolue au poste de défenseur.

## Carrière en club
En 2005, il commence sa carrière en NCAA avec l'Université de Minnesota-Duluth. En 2005, il est choisi au cours du repêchage d'entrée dans la Ligue nationale de hockey par les Stars de Dallas au 1er tour, en 28e position. En 2006-2007, il passe professionnel avec l'équipe école des Stars, les Stars de l'Iowa de la Ligue américaine de hockey. La saison suivante, il joue ses premiers matchs de LNH avec la franchise de Dallas. 
Le 21 février 2011, il est échangé avec James Neal aux Penguins de Pittsburgh en retour d'Alex Goligoski.
Le 1er juillet 2014, il signe avec les Capitals de Washington un contrat de sept ans pour un montant 40,25 millions de dollars.
Le 14 juin 2019, il passe aux Flyers de Philadelphie en retour du défenseur Radko Gudas.

## Statistiques
| Saison     | Équipe                       | Ligue      |     | Saison régulière | Saison régulière | Saison régulière | Saison régulière | Saison régulière |   | Séries éliminatoires | Séries éliminatoires | Séries éliminatoires | Séries éliminatoires | Séries éliminatoires |
| Saison     | Équipe                       | Ligue      | PJ  | B                | A                | Pts              | Pun              | PJ               | B | A                    | Pts                  | Pun                  |                      |                      |
| 2003-2004  | Devils de Virginia Blue      | High Mn.   | -   | 24               | 37               | 61               | -                | -                | - | -                    | -                    | -                    |                      |                      |
| 2004-2005  | Devils de Virginia Blue      | High Mn.   | 29  | 27               | 38               | 65               | 34               | -                | - | -                    | -                    | -                    |                      |                      |
| 2005-2006  | Bulldogs de Minnesota-Duluth | NCAA       | 38  | 1                | 13               | 14               | 40               | -                | - | -                    | -                    | -                    |                      |                      |
| 2006-2007  | Bulldogs de Minnesota-Duluth | NCAA       | 39  | 9                | 22               | 31               | 42               | -                | - | -                    | -                    | -                    |                      |                      |
| 2006-2007  | Stars de l'Iowa              | LAH        | 13  | 0                | 3                | 3                | 6                | 12               | 2 | 5                    | 7                    | 10                   |                      |                      |
| 2007-2008  | Stars de Dallas              | LNH        | 78  | 7                | 19               | 26               | 36               | 16               | 0 | 3                    | 3                    | 10                   |                      |                      |
| 2008-2009  | Stars de Dallas              | LNH        | 80  | 6                | 29               | 35               | 52               | -                | - | -                    | -                    | -                    |                      |                      |
| 2009-2010  | Stars de Dallas              | LNH        | 74  | 3                | 12               | 15               | 18               | -                | - | -                    | -                    | -                    |                      |                      |
| 2010-2011  | Stars de Dallas              | LNH        | 45  | 0                | 6                | 6                | 30               | -                | - | -                    | -                    | -                    |                      |                      |
| 2010-2011  | Penguins de Pittsburgh       | LNH        | 17  | 1                | 3                | 4                | 18               | 7                | 0 | 1                    | 1                    | 0                    |                      |                      |
| 2011-2012  | Penguins de Pittsburgh       | LNH        | 75  | 4                | 17               | 21               | 47               | 4                | 1 | 2                    | 3                    | 6                    |                      |                      |
| 2012-2013  | Penguins de Pittsburgh       | LNH        | 40  | 4                | 10               | 14               | 12               | 15               | 0 | 2                    | 2                    | 11                   |                      |                      |
| 2013-2014  | Penguins de Pittsburgh       | LNH        | 81  | 10               | 36               | 46               | 51               | 13               | 2 | 7                    | 9                    | 8                    |                      |                      |
| 2014-2015  | Capitals de Washington       | LNH        | 82  | 4                | 27               | 31               | 47               | 14               | 0 | 4                    | 4                    | 0                    |                      |                      |
| 2015-2016  | Capitals de Washington       | LNH        | 82  | 5                | 27               | 32               | 38               | 12               | 0 | 3                    | 3                    | 6                    |                      |                      |
| 2016-2017  | Capitals de Washington       | LNH        | 78  | 5                | 34               | 39               | 32               | 13               | 1 | 3                    | 4                    | 19                   |                      |                      |
| 2017-2018  | Capitals de Washington       | LNH        | 68  | 7                | 22               | 29               | 36               | 24               | 1 | 8                    | 9                    | 8                    |                      |                      |
| 2018-2019  | Capitals de Washington       | LNH        | 80  | 8                | 17               | 25               | 41               | 7                | 0 | 2                    | 2                    | 0                    |                      |                      |
| 2019-2020  | Flyers de Philadelphie       | LNH        | 68  | 8                | 25               | 33               | 29               | 15               | 1 | 1                    | 2                    | 6                    |                      |                      |
| Totaux LNH | Totaux LNH                   | Totaux LNH | 949 | 72               | 284              | 356              | 489              | 140              | 6 | 36                   | 42                   | 74                   |                      |                      |

### En équipe nationale
Il représente les États-Unis au niveau international.
| Année | Équipe         | Compétition                 |   | PJ | B | A | Pts | Pun      |  | Résultat |
| 2006  | États-Unis U20 | Championnat du monde junior | 7 | 0  | 0 | 0 | 6   | 4e place |  |          |
| 2009  | États-Unis     | Championnat du monde        | 9 | 1  | 2 | 3 | 2   | 4e place |  |          |
| 2016  | États-Unis     | Coupe du monde              | 3 | 0  | 0 | 0 | 0   | 7e place |  |          |